# Fahrzeugakustik
Die Fahrzeugakustik befasst sich mit der Geräuschentwicklung von Landfahrzeugen, überwiegend betrachtet sie Automobile und motorisierte Zweiräder, zu einem kleineren Anteil auch spurgebundene Fahrzeuge.

## Entwicklung
Bis in die 1950er-Jahre fand die Geräuschentwicklung von  Straßenfahrzeugen nur wenig Beachtung. Im Laufe der Zeit stiegen aber der Komfortanspruch der Fahrzeugbetreiber und der Anteil der durch Straßenlärm belästigten Bevölkerung. Der Straßenverkehr ist in Deutschland heute diejenige Geräuschquelle, die den größten Bevölkerungsanteil betrifft. Er rangiert deutlich vor dem Flugverkehr und dem Bahnverkehr (s. auch Straßenlärm). Daher ist die Fahrzeugakustik ein wichtiges Teilgebiet der Fahrzeugentwicklung.
Zu Beginn der Aktivitäten auf dem Gebiet der Fahrzeugakustik setzten die Akustikingenieure einfache Hilfsmittel wie Schallpegelmesser ein. In den 1970er Jahren kamen erste leistungsfähige Frequenzanalysatoren zum Einsatz. Sie erlaubten es, in wenigen Sekunden den Frequenzgehalt eines Schallsignals zu ermitteln und zu dokumentieren. Nach dem Einzug der Digitaltechnik bietet sich heute dem Akustikingenieur eine Palette von Werkzeugen, die eine umfangreiche Analyse der Schallentstehungsmechanismen gestattet. So wird eine gezielte Reduzierung der Geräuschpegel an der Quelle möglich. 
Die Hauptaktivitäten galten zunächst dem Geräusch des Verbrennungsmotors. In den 1970er und 1980er Jahren rückte auch der Reifen-Fahrbahn-Kontakt in den Mittelpunkt des Interesses. Die intensive Forschungs- und Entwicklungsarbeit auf dem Gebiet der Umströmungsgeräusche begann erst um 1990 und brachte den Bau etlicher Aeroakustik-Windkanäle mit sich.
Auch der Bau anderer spezieller Akustik-Prüfstände wurde vorangetrieben:
- Fahrzeugakustik-Prüfstände (meistens Trommelprüfstände)
- reflexionsarme Motorprüfstände ("schalltote Räume")
- Durchschallungsprüfstände zur Prüfung von Fahrzeugsegmenten
- Hallräume für Motoren und Fahrzeuge
- servohydraulische Fahrzeugprüfstände (z. T. klimatisierbar)

Auch die Messtechnik wurde weiter entwickelt. So werden z. B. zur Schallquellen-Lokalisation Hohlspiegelmikrofone und Mikrofonarrays eingesetzt. Die Schallintensitäts-Messtechnik bietet ein Werkzeug zur Bestimmung der Schallleistung einer Quelle auch bei Störschall. Des Weiteren sind Laser-Messtechniken (z. B. Laser-Doppler-Vibrometrie) zur Bestimmung von Oberflächen-Schwingungen im Einsatz.
Kunstköpfe ermöglichen eine binaurale Geräuschmessung, die auch zu psychoakustischen Analysen dienen kann.
Immer umfangreicher werden auch die Möglichkeiten der numerischen Akustik. Hier sind besonders die Finite-Elemente-Methode (FEM) und die Boundary-Element-Methode (BEM), aber auch die Statistische Energie-Analyse (SEA) und die numerische Aeroakustik (CAA) zu nennen.

## Geräuschquellen am Fahrzeug
Geräusche von Straßenfahrzeugen haben drei Hauptkomponenten: das Antriebsgeräusch, das Reifen-Fahrbahn-Geräusch bzw. Rollgeräusch und das aerodynamische Geräusch. Das Antriebsgeräusch dominiert bei hohen Motordrehmomenten und kleinen Geschwindigkeiten, z. B. beim Anfahren an einer Ampel. Bei konstanter Geschwindigkeit auf Landstraßen, aber auch schon im Stadtverkehr, ist das Reifen-Fahrbahn-Geräusch die lauteste Komponente. Auf Autobahnen wird oberhalb von ca. 130 km/h die Fahrzeugumströmung zur Hauptgeräuschquelle.
Nicht zuletzt wegen der Vorschriften zur Typprüfung, die eine beschleunigte Vorbeifahrt als Messbedingung vorschreiben, sind die Antriebsgeräusche, und hier besonders die Ansaug- und Auspuffgeräusche, in den vergangenen Jahrzehnten deutlich reduziert worden. Da die Reifen-Fahrbahn-Geräusche nicht im gleichen Maße abgesenkt werden konnten, treten diese nun in den meisten Betriebsbereichen eines Pkw dominierend in Erscheinung. Bei modernen Fahrzeugen tragen sie auch bei Beschleunigung ungefähr zur Hälfte zum Gesamtgeräusch bei. Bei konstanter Fahrt überwiegt das Reifen-Fahrbahn-Geräusch, außer im ersten Gang, in allen Schaltstufen. Die Schallenergie im Stadtverkehr ist nach einer neueren Studie zu 90 % dem Reifen-Fahrbahn-Geräusch zuzuschreiben. Geräuschreduzierungen beim Reifen-Fahrbahn-Kontakt wirken sich daher deutlich auf die für die Bevölkerung wirksame Geräuschimmission aus.
Untersuchungen des Forschungsinstituts für Kraftfahrwesen und Fahrzeugmotoren Stuttgart (FKFS) zeigen, dass bei Geschwindigkeiten über ca. 130 km/h, sowohl für das Außen- als auch für das Innengeräusch, das Umströmungsgeräusch bei akustisch günstigen Reifen-Fahrbahn-Kombinationen die höchsten Geräuschpegel erzeugt. Diese Geschwindigkeitsgrenze kann für Kleintransporter noch wesentlich niedriger liegen.